# Myleus
A Myleus a csontos halak (Osteichthyes) főosztályának sugarasúszójú halak (Actinopterygii) osztályába, ezen belül a pontylazacalakúak (Characiformes) rendjébe és a pontylazacfélék (Characidae) családjába tartozó nem.

## Rendszerezés
A nembe az alábbi 6 faj tartozik:
- Myleus altipinnis (Valenciennes, 1850)
- Myleus knerii (Steindachner, 1881)
- Myleus latus (Jardine, 1841)
- Myleus micans (Lütken, 1875)
- Myleus pacu (Jardine, 1841)
- Myleus setiger J. P. Müller & Troschel, 1844